# Nazionale maschile di hockey su pista della Colombia
La nazionale di hockey su pista della Colombia è la selezione maschile di hockey su pista che rappresenta la Colombia in ambito internazionale. Attiva dal 1963, opera sotto la giurisdizione della Federazione di pattinaggio della Colombia.
Nel suo palmarès può vantare due campionati mondiali B/Intercontinental Cup.

## Statistiche dettagliate sui tornei internazionali

### Campionato mondiale
| Edizione                 | Piazzamento      | V | N | P  | Gol    |
| ------------------------ | ---------------- | - | - | -- | ------ |
| Stoccarda 1936           | Non partecipante | - | - | -  | -      |
| Montreux 1939            | Non partecipante | - | - | -  | -      |
| Lisbona 1947             | Non partecipante | - | - | -  | -      |
| Montreux 1948            | Non partecipante | - | - | -  | -      |
| Lisbona 1949             | Non partecipante | - | - | -  | -      |
| Milano 1950              | Non partecipante | - | - | -  | -      |
| Barcellona 1951          | Non partecipante | - | - | -  | -      |
| Porto 1952               | Non partecipante | - | - | -  | -      |
| Ginevra 1953             | Non partecipante | - | - | -  | -      |
| Barcellona 1954          | Non partecipante | - | - | -  | -      |
| Milano 1955              | Non partecipante | - | - | -  | -      |
| Porto 1956               | Non partecipante | - | - | -  | -      |
| Porto 1958               | Non partecipante | - | - | -  | -      |
| Madrid 1960              | Non partecipante | - | - | -  | -      |
| Santiago del Cile 1962   | Non partecipante | - | - | -  | -      |
| Barcellona 1964          | Non partecipante | - | - | -  | -      |
| San Paolo 1966           | Non partecipante | - | - | -  | -      |
| Porto 1968               | Non partecipante | - | - | -  | -      |
| San Juan 1970            | Non partecipante | - | - | -  | -      |
| La Coruña 1972           | Non partecipante | - | - | -  | -      |
| Lisbona 1974             | Non partecipante | - | - | -  | -      |
| Oviedo 1976              | Non partecipante | - | - | -  | -      |
| San Juan 1978            | Non partecipante | - | - | -  | -      |
| Talcahuano 1980          | Prima fase       | 5 | 0 | 5  | 62:50  |
| Barcelos 1982            | 12º posto        | 3 | 1 | 12 | 50:119 |
| Novara 1984              | Non partecipante | - | - | -  | -      |
| Sertãozinho 1986         | Non partecipante | - | - | -  | -      |
| A Coruña 1988            | Non partecipante | - | - | -  | -      |
| San Juan 1989            | Fase a gironi    | 0 | 1 | 7  | 18:46  |
| Porto 1991               | Non partecipante | - | - | -  | -      |
| Sesto San Giovanni 1993̝  | Non partecipante | - | - | -  | -      |
| Recife 1995              | Non partecipante | - | - | -  | -      |
| Wuppertal 1997           | Fase a gironi    | 0 | 0 | 8  | 15:42  |
| Reus 1999                | Non partecipante | - | - | -  | -      |
| San Juan 2001            | Non partecipante | - | - | -  | -      |
| Oliveira de Azeméis 2003 | Fase a gironi    | 1 | 0 | 5  | 11:37  |
| San Jose 2005            | Non partecipante | - | - | -  | -      |
| Montreux 2007            | Fase a gironi    | 1 | 0 | 5  | 12:31  |
| Vigo 2009                | Fase a gironi    | 1 | 1 | 4  | 7:28   |
| San Juan 2011            | Fase a gironi    | 2 | 0 | 4  | 15:25  |
| Luanda 2013              | Fase a gironi    | 2 | 0 | 4  | 26:27  |
| La Roche-sur-Yon 2015    | Fase a gironi    | 3 | 0 | 3  | 20:14  |
| Nanchino 2017            | Quarti di finale | 4 | 0 | 2  | 45:13  |
| Barcellona 2019          | Quarti di finale | 1 | 0 | 6  | 25:52  |
| San Juan 2022            | Non partecipante | - | - | -  | -      |

Dettagli: 
- Partecipazioni al Campionato mondiale: 12
- Non partecipante: 33
- Partite disputate: 91
- Vittorie: 23
- Pareggi: 3
- Sconfitte: 65
- Gol fatti: 306
- Gol subiti: 484

### Intercontinental Cup
| Edizione               | Piazzamento      | V | N | P | Gol   |
| ---------------------- | ---------------- | - | - | - | ----- |
| Parigi 1984            | 5º posto         | 6 | 1 | 3 | 45:29 |
| Città del Messico 1986 | 5º posto         | 4 | 0 | 4 | 38:30 |
| Bogotà 1988            | Campione (1º)    | 8 | 0 | 0 | 52:3  |
| Macao 1990             | Fase a gironi    | 3 | 3 | 4 | 38:42 |
| Andorra 1992           | Non partecipante | - | - | - | -     |
| Santiago 1994          | 4º posto         | 4 | 0 | 3 | 27:26 |
| Veracruz 1996          | 3º posto         | 5 | 0 | 2 | 26:13 |
| Macao 1998             | Non partecipante | - | - | - | -     |
| Chatham 2000           | 5º posto         | 4 | 1 | 1 | 25:10 |
| Montevideo 2002        | 2º posto         | 5 | 0 | 1 | 39:7  |
| Macao 2004             | Non partecipante | - | - | - | -     |
| Montevideo 2006        | 3º posto         | 2 | 1 | 2 | 17:11 |
| Johannesburg 2008      | 3º posto         | 5 | 0 | 1 | 51:14 |
| Dornbirn 2010          | Non partecipante | - | - | - | -     |
| Canelones 2012         | Non partecipante | - | - | - | -     |
| Canelones 2014         | Non partecipante | - | - | - | -     |
| Nanchino 2017          | Non partecipante | - | - | - | -     |
| Barcellona 2019        | Non partecipante | - | - | - | -     |
| San Juan 2022          | Campione (2º)    | 6 | 0 | 1 | 37:21 |

Dettagli:
- Partecipazioni al Campionato mondiale B/Intercontinental Cup: 11
- Non partecipante: 8
- Partite disputate: 80
- Vittorie: 52
- Pareggi: 6
- Sconfitte: 22
- Gol fatti: 395
- Gol subiti: 206

### Campionato Sudamericano/Copa America
| Edizione               | Piazzamento      | V | N | P | Gol   |
| ---------------------- | ---------------- | - | - | - | ----- |
| San Paolo 1954         | Non partecipante | - | - | - | -     |
| Santiago del Cile 1956 | Non partecipante | - | - | - | -     |
| Montevideo 1959        | Non partecipante | - | - | - | -     |
| Buenos Aires 1963      | 4º posto         | 0 | 0 | 3 | 8:26  |
| Concepción 1966        | Non partecipante | - | - | - | -     |
| Mendoza 1967           | 5º posto         | 0 | 1 | 3 | 2:19  |
| Medellín 1969          | 5º posto         | 0 | 0 | 4 | 3:27  |
| San Paolo 1971         | Non partecipante | - | - | - | -     |
| Montevideo 1973        | Non partecipante | - | - | - | -     |
| Mar del Plata 1975     | Non partecipante | - | - | - | -     |
| Santiago del Cile 1977 | Non partecipante | - | - | - | -     |
| Santos 1979            | Non partecipante | - | - | - | -     |
| Maldonado 1981         | Non partecipante | - | - | - | -     |
| San Juan 1984          | Non partecipante | - | - | - | -     |
| Santiago del Cile 1985 | Non partecipante | - | - | - | -     |
| Sertãozinho 1987       | Non partecipante | - | - | - | -     |
| Tres Arroyos 1990      | Non partecipante | - | - | - | -     |
| Viña del Mar 2004      | Non partecipante | - | - | - | -     |
| Recife 2007            | Fase a gironi    | 2 | 2 | 4 | 29:48 |
| Buenos Aires 2008      | Non partecipante | - | - | - | -     |
| Vic 2010               | Non partecipante | - | - | - | -     |

Dettagli:
- Partecipazioni al Campionato Sudamericano/Copa America: 4
- Non partecipante: 17
- Partite disputate: 19
- Vittorie: 2
- Pareggi: 3
- Sconfitte: 14
- Gol fatti: 42
- Gol subiti: 120

### Campionato Panamericano
| Edizione           | Piazzamento      | V | N | P | Gol   |
| ------------------ | ---------------- | - | - | - | ----- |
| San Juan 1979      | Non partecipante | - | - | - | -     |
| Sertãozinho 1983   | Non partecipante | - | - | - | -     |
| Indianapolis 1987  | 4º posto         | 1 | 0 | 5 | 25:30 |
| L'Avana 1991       | 5º posto         | 1 | 1 | 3 | 16:24 |
| L'Avana 1993       | 4º posto         | 2 | 1 | 2 | 17:21 |
| Mar del Plata 1995 | 3º posto         | 2 | 0 | 2 | 16:18 |
| Mar del Plata 2005 | 3º posto         | 2 | 1 | 2 | 25:21 |
| Rosario 2011       | 3º posto         | 2 | 0 | 2 | 18:16 |
| Bogotà 2018        | 3º posto         | 5 | 0 | 3 | 45:14 |
| Stuart 2021        | 2º posto         | 3 | 0 | 2 | 29:11 |

Dettagli:
- Partecipazioni al Campionato Panamericano: 8
- Non partecipante: 2
- Partite disputate: 42
- Vittorie: 18
- Pareggi: 3
- Sconfitte: 21
- Gol fatti: 191
- Gol subiti: 155

## Palmarès
- Campionato mondiale B/Intercontinental Cup: 2

Bogotà 1988, San Juan 2022

## Riepilogo piazzamenti
| Competizione                               |   |   |   | Tot. |
| ------------------------------------------ | - | - | - | ---- |
| Campionato mondiale B/Intercontinental Cup | 2 | 1 | 3 | 6    |
| Campionato Panamericano                    | 0 | 1 | 4 | 5    |
| Generale                                   | 2 | 2 | 7 | 11   |